# Zimnicea
Zimnicea város Romániában, Teleorman megyében, a Duna bal partján, szemben a bulgáriai Szvistov várossal. A 2011-ben tartott népszámláláskor a város lakossága 14 058 fő volt.

## Története
Zimnicea mellett több ókori erődítmény romjait találták meg a Kr. e. 4. század – 1. század közötti időszakból. Úgy tartják, hogy a legrégebbieket Nagy Sándor hadvezére, Lüszimakhosz elleni védekezésképpen építették.
A város neve először 1385-ben jelenik meg a Jeruzsálemből hazafelé tartó keresztény zarándokok úti feljegyzéseiben. A bizánciak Demnitzikosz, később Dzimnikesz vagy Dzimnikosz néven ismerték. A város virágzó kereskedelmi központ volt a Közép-Európát a Balkánnal összekötő útvonalon.
1835-ben a városban 531 háztartás volt, ezzel a tizenkettedik helyen állt a havasalföldi városok sorában. Rövid ideig, 1837-1838-ban Teleorman megye székhelye volt, de utóbb Alexandria váltotta fel.
A romániai függetlenségi háború (1877-1878) idején itt volt az orosz csapatok főhadiszállása. Az első világháború alatt a német csapatok itt keltek át a Dunán.
Az 1977-es földrengés apropót szolgáltatott a hatalomnak, hogy lerombolják a települést, és helyére paneleket építsenek. A korabeli jelentések szerint a földrengés a település 80%-át elpusztította, a valóságban viszont csak pár tucat ház károsodott, a többit a bulldózerek rombolták le, hogy helyet csináljanak egy szovjet stílusú mintavárosnak. Az építkezéshez Svájc és Ausztria nyújtott pénzügyi segítséget.
A kommunizmus bukása után a helyi ipari tevékenység leépülésével párhuzamosan a lakosság elszegényedett, számuk jelentősen csökkent. A város abban reménykedik, hogy a hátrányos helyzetű régiókban adható adókedvezményekkel sikerül idevonzania a befektetőket és újra kereskedelmi központtá válnia.

## Külső hivatkozások
- A város honlapja